# ZYX Music
A ZYX Music egy német lemezkiadó. 

## Története
1971-ben Bernhard Mikulski alapította. 1992-ig a label Pop-Import Bernhard Mikulski néven futott. A lemezkiadó legfőképpen disco, korai house zene, és italo disco stílusokra szakosodott. Aktívan részt vett a 80-as és 90-es évek italo disco albumok, maxik, illetve válogatáslemezeinek, CD-inek kiadásában is. Bernhard halála után a céget felesége Christa Mikulski vette át 1997-ben.
A cég székhelye a német Merenberg, anyavállalatai megtalálhatóak több európai országban, illetve az USA-ban is.
Zenei CD-k és DVD-k gyártásán és forgalmazásán kívül felnőttfilmek és rajzfilmek kiadását is végzi.
Érdekesség, hogy 1993-ban a ZYX Music adta ki a Motörhead brit heavy metal együttes, a cég profiljától teljesen eltérő Bastards című albumát.
2013. március 8-án a ZYX Music adta ki Bonnie Tyler Rocks and Honey című albumát. Jelenleg az énekesnő szerződésben van a kiadóval és Ő a legnagyobb név a kiadónál. A ZYX Music büszke arra, hogy Bonnie Tylerrel dolgozhat. A március 11-én kiadott hírlevélben Gregor Minning a kiadó A&R vezetője a következőket mondta: „Büszkék vagyunk, hogy együtt dolgozhatunk egy ilyen nemzetközi sztárral, mint Bonnie Tyler. Pozitív meglepetés számunka, hogy a BBC Bonnie Tyler egyik dalát indítja az idei Eurovíziós Dalfesztiválra. A Believe in Me természetesen hallható a Rocks and Honey albumon.”.

## Érdekesség
A ZYX kiadó 1996-ban jelentette meg a Hip Hop Boyz Party Goes Tonight című felvételét maxi cd-n (ZYX 8345-8), illetve maxi bakelit lemezen is (ZYX 8345-12). Az angol nyelvű verzión kívül a lemezeken szerepel a dal magyar változata is az Ott várok rád című.